# Климов, Дмитрий Дмитриевич
Дми́трий Дми́триевич Кли́мов (1 декабря 1850 — около 1917, Одесса) — российский пианист и музыкальный педагог.

## Биография
Учился в Лейпцигской консерватории (1867—1871) у Карла Райнеке и в Санкт-Петербургской консерватории (1871—1874) у Теодора Лешетицкого. С большим успехом выступал на концертах в Петербурге и Москве, выступал во многих городах России. Был профессором консерватории. В 1887 г. в составе группы преподавателей (вместе с Карлом Лютшем, Гуго Вёльфелем, Софьей Ментер и другими) покинул консерваторию из-за разногласий с А. Г. Рубинштейном
По рекомендации Антона Рубинштейна в 1888 году возглавил одесское отделение Императорского русского музыкального общества, а затем и Одесское музыкальное училище (преобразованное позднее в Одесскую консерваторию), которым руководил до 1909 г. Организовывал одесские выступления крупнейших музыкантов России (П. И. Чайковского, В. И. Сафонова, Н. А. Римского-Корсакова, Э. Ф. Направника, А. Н. Скрябина, Л. С. Ауэра, И. А. Левина). Постоянно концертировал сам, впервые знакомя одесскую публику с нечастыми на провинциальной музыкальной сцене произведениями.
Среди учеников Д. Д. Климова были Телемак Ламбрино, Бенно Моисеевич и др.